# Opel X18XE1

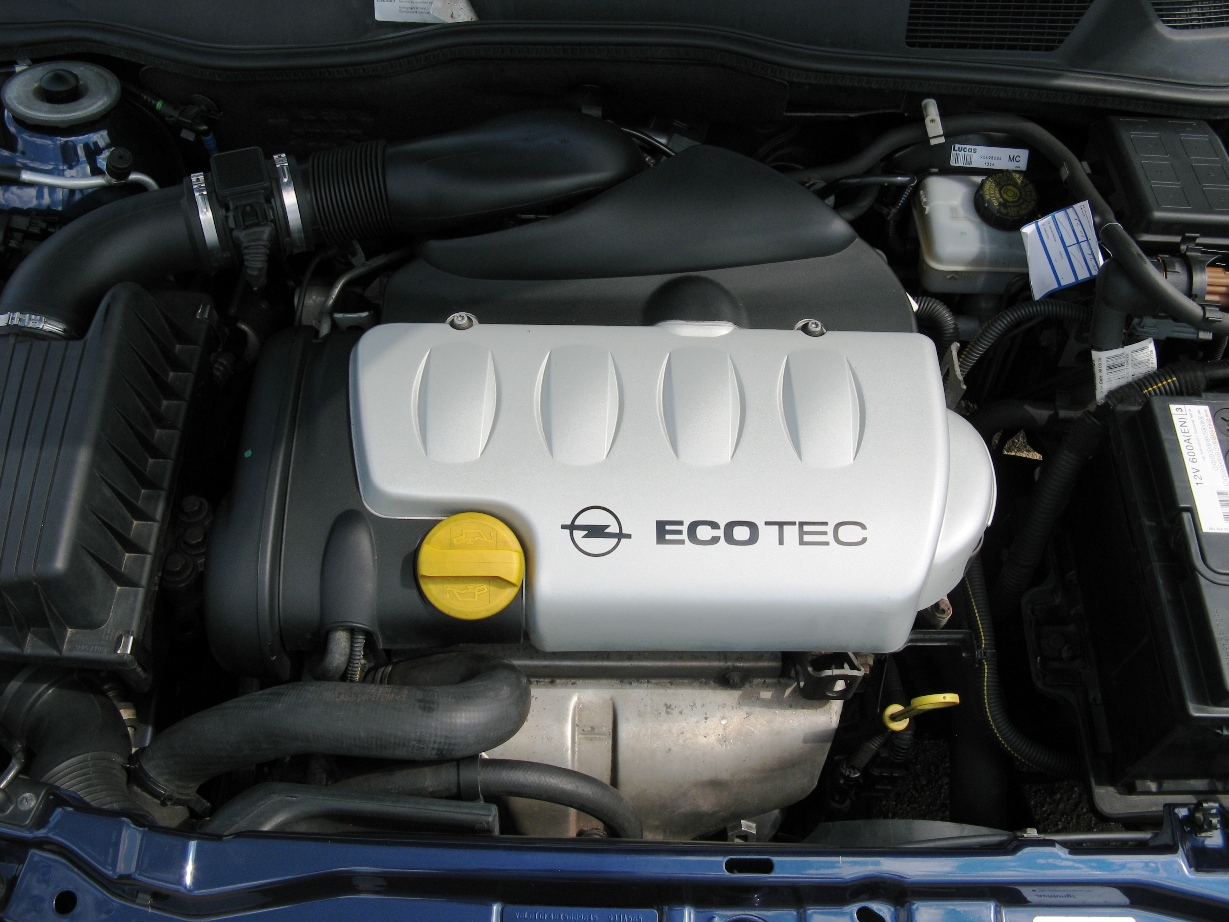
X18XE1 Verbaut im Astra G

Der X18XE1 ist ein Ottomotor von Opel, der ab 1998 produziert wurde. 

## Spezifikationen
Der Motor hat 1,8 Liter (1796 cm³) Hubraum mit einem Hub von 88,2 mm und einer Bohrung von 80,5 mm. Er besitzt 16 Ventile und leistet 85 kW (116 PS) bei 5400/min. Das maximale Drehmoment beträgt 170 Nm bei 3400/min. Verbaut wurde er unter anderem im Opel Astra G und im Vectra B. Er ist der Nachfolger des X18XE, der bei den größeren Motoren ab 2,0 Litern aus dem „BigBlock“-Motorblock gefertigt wurde. Aufgrund ständig auftretender Risse in den Krümmern wurde er ausrangiert. Der X18XE1 ist aus demselben Motorblock wie die 1,6-Liter-Motoren gegossen und verfügt lediglich über größere Bohrungen der Zylinder. Er zählt zur Ecotec-Motorenbaureihe, verfügt über Hydrostößel als Ventiltrieb und lässt sich problemlos mit Autogas/LPG betreiben. Häufig auftretende Probleme des X18XE1 sind unter anderem Leerlaufdrehzahlschwankungen durch verdreckte Drosselklappen (Verbrennungsrückstände aus der Abgasrückführung). Der Nachfolger des X18XE1 ist der Z18XE.